# Lago Aggol
El lago Aggol (en azerí: Ağgöl, que significa «Lago Blanco») es un gran lago salado en la llanura de Kur-Araz y los rayones de Aghyabadi y Imishli del sureste de Azerbaiyán. Es el segundo lago más grande de Azerbaiyán y uno de los cerca de 450 lagos del país. Aggol es considerado uno de los hábitats más importantes en Azerbaiyán, así como en el Cáucaso. Situado en el Parque nacional Aggol, forma parte del sistema de humedales, que es un lugar importante para las aves migratorias, especialmente para las especies en peligro de extinción a nivel mundial que se detienen y se reproducen en Aggöl.

## Descripción general

### Historia
Se cree que Aggol es uno de los siete lagos que fueron creados como resultado de un gran terremoto en Ganyá el 25 de septiembre de 1139, cuando un enorme bloque del Monte Kapaz se derrumbó bloqueando el paso de los ríos, creando así el lago Goygol y otros siete más pequeños: Maral-gol, Jeyran-gol, Ordek-gol, Zalugolu, Aggol, Garagol y Shamligol. La posterior formación del lago también se debió a los deslizamientos de tierra. Los orígenes del lago están conectados a los ríos Aras y Kurá, así como a los ríos que nacen en la meseta de Karabaj. El agua que fluye desde el Aras enriquece el lago con cloruros y tiene una alta mineralización. Se argumenta que a lo largo de los siglos, los ríos han inundado el área creando depresiones y luego las han rellenado con agua. Antes del siglo XX, Aggol ya se alimentaba parcialmente de las aguas de drenaje de los campos de regadío. El volumen de agua en el lago había fluctuado en el pasado cuando se enfrentaba a ser secado en un solo año y cuando alcanzaba volúmenes muy altos de agua en otros años. Cuando se construyó la presa de Mingachevir a mediados del siglo XX, el régimen hídrico de la estepa de Mil y de la llanura de Kura-Araz cambió. A partir de 1960, el agua que llegaba al lago provenía únicamente de colectores de agua salada construidos en la región para drenar las aguas de riego. En la actualidad, el lago es alimentado por los colectores "K-2" y "K-3". Algunas áreas alrededor del lago han sido utilizadas como pastizales. Otras zonas se transformaron en tierras agrícolas de regadío para el cultivo de algodón, trigo, alfalfa, hortalizas y vino.

### Área protegida
El Aggol se describe a menudo como un lago eutrófico . El área total es de unos 56,2 km² y el volumen de agua en el lago es de 44,7 millones de m³. La profundidad media del agua es de 0,8 m, siendo la profundidad máxima de 2,5 m. El nivel del agua tiende a ser el más bajo en agosto. Con la llegada del otoño, el nivel sube y alcanza su máximo durante la temporada de lluvias en primavera. Hay dos islas (10 ha) cubiertas por juncos. En 1978, la zona del lago fue declarada zapovednik, estableciendo así el más alto nivel de protección que únicamente permite la investigación científica. En 2001, la importancia global del lago fue reconocida internacionalmente cuando el área fue declarada como Área de Importancia para la Conservación de las Aves (IBA) cuando fue incluida en la lista de humedales Ramsar de importancia internacional. Por lo tanto, en 2003, el área protegida fue ampliada por decreto presidencial a 18.000 ha (180 km²). Está administrado por el Ministerio de Ecología y Recursos Naturales de la República de Azerbaiyán,  quien supervisa las actividades de preservación de la flora y fauna del área protegida y la protege contra la caza y la pesca ilegal.

### Clima
El lago generalmente no se congela con algunas excepciones debido a heladas severas poco frecuentes. La precipitación anual total en el lago es de hasta 332 mm, con un mínimo de 13 mm en agosto y un máximo de 37 mm en marzo.